# Naiv halmazelmélet

## Története
A halmazelmélet alapjait Georg Cantor rakta le egy 1874-ben megjelent cikkében, melyben a valós számok nem megszámlálhatóan végtelen voltát bizonyította be elsőként. Cantor gondolata az volt, hogy ne csak számok, pontok, egyenesek összességeit tekintsük, hanem ezek összességeinek összességeit, … is. Ekkor összességek végtelen hierarchiáját alkotjuk meg gondolatban, ami érdekes matematikai és filozófiai problémákat vet fel. Az 1874-es cikk eredménye azért megdöbbentő, mert kiderül: ugyan természetes számból és valós számból is végtelen sok van, de mégis valamilyen szempontból a valós számok összessége „magasabbrendűen” (nem megszámlálható módon) végtelen, mint ahogy a természetes számok összessége végtelen, sőt, ahogy számból, úgy végtelenből is végtelen sok van. Cantor ezzel megteremtette a végtelen számosságok elméletét. Az összességre a Menge német szót használta, később más elnevezések is napvilágot láttak; a magyar nyelvben a halmaz szót használják matematikai szakkifejezésként.
Eredményeit Dedekind, Frege és Russell is felhasználta. Szerencsétlenségükre Russell munkája során felfedezett egy ellentmondást, mely Cantor alapgondolatából következik (ez a Russell-paradoxon) és azt levélben meg is küldte Fregenek, aki ezt az érvelést az éppen nyomdába készülő könyvének utószavába be is illesztette. Ezzel 1903-ban napvilágot látott Cantor halmazelméletének ellentmondásossága. Azóta nevezik Cantor elméletét naiv (azaz kezdetleges) halmazelméletnek. (Valójában Cantor – ahogy rajta kívül sokan mások is – felfedezett egy ellentmondást, ezt Cantor-paradoxon néven emlegetik.) A halmazelméletet sikerült az axiomatikus módszer segítségével megmenteni és az ismert ellentmondásaitól megszabadítani. A korban a feladatot Russell (a típuselméletben), Zermelo és Fraenkel (a Zermelo–Fraenkel-halmazelméletben) és az intuicionisták a fajták elméletében oldották meg. Később más axiomatikus halmazelméletek is születtek (például a Neumann–Bernays–Gödel-halmazelmélet és a Bourbaki-halmazelmélet).

## A naiv halmazelmélet kiindulópontja
A naiv halmazelmélet hallgatólagos alapfeltevése volt, hogy ha {\displaystyle {T}} valamilyen tulajdonság, akkor gondolhatunk mindazon dolgok összességére, melyekre a {\displaystyle {T}} tulajdonság teljesül. Ezt az összességet a {\displaystyle {T}} tulajdonság igazságtartományának nevezzük.

### Jelölés
Magát a {\displaystyle {T}} tulajdonságot gyakran funkcionális jelölésmódban úgy jelöljük, hogy {\displaystyle {T(x)}}. Itt az {\displaystyle {x}} karaktert változónak nevezzük és azt jelképezi, hogy a {\displaystyle {T(x)}} kifejezés nyitott mondat, igazságértéke még nem értelmezhető. Zárt kijelentő mondat – azaz olyan, melynek létezik igaz vagy hamis értéke – csak akkor lesz belőle, ha az {\displaystyle {x}} változó helyére valamilyen dolog nevét helyettesítjük.
A {\displaystyle {T(x)}} tulajdonság igazságtartományát
{\displaystyle \{x\mid T(x)\}}
-szel jelöljük és úgy mondjuk ki, hogy „azon {\displaystyle {x}}-ek összessége, melyre a {\displaystyle {T(x)}} tulajdonság igaz”.

### Példa
Legyen {\displaystyle {T}} : „kutya” . Funkcionális jelölésmódban {\displaystyle {T(x):}} „{\displaystyle {x}} kutya”. Ekkor „{\displaystyle {x}} kutya” még nyitott mondat, zártat úgy képezhetünk belőle, ha az {\displaystyle {x}} változó helyére például {\displaystyle {Buksi}}, a kutya vagy {\displaystyle {Cirmi}}, a macska nevét helyettesítjük. Ekkor {\displaystyle {T(Buksi)}} egy, a valóságnak megfelelő állapotot leíró, tehát igaz mondat, míg {\displaystyle {T(Cirmi)}} nem felel meg a valóságnak, így hamis. Végeredményben képezhetjük a kutyák összességét:
{\displaystyle \{x\mid T(x)\}=\{x\mid x{\mbox{ kutya}}\}}

## Ki nem mondott feltételezések
Eddigi fejtegetésünk a logikai grammatika témakörébe tartozik és legfeljebb az „igaznak lenni” minősítés homályos értelmezése felől támadható. Ma már tudjuk, hogy Cantor a fentieken felül kimondatlanul feltételezte a következőket:
1. A komprehenzivitás elve: akármilyen {\displaystyle {T(x)}} tulajdonság esetén, az {\displaystyle {x}} változó helyére minden dolog nevét írhatjuk, és összegyűjthetjük az { {\displaystyle x} | {\displaystyle T(x)} } szimbólum alá az összes olyan dolgot mely teljesíti a {\displaystyle {T(x)}} tulajdonságot.
2. Az extenzionalitás elve: Két összesség akkor és csak akkor egyenlő, ha elemeik megegyeznek.

Cantor a Menge, azaz halmaz szót használta a { {\displaystyle x} | {\displaystyle T(x)} } összesség megnevezésére. Ha valamely {\displaystyle {a}} dolog benne van a { {\displaystyle x} | {\displaystyle T(x)} } halmazban, akkor ezt szimbolikusan így jelöljük: {\displaystyle a} ∈ { {\displaystyle x} | {\displaystyle T(x)} }.

## Az ellentmondás
A Russell-paradoxon feloldását mások máshogy képzelték.
Gottlob Frege abban látta az ellentmondás fellépésének okát, hogy az összességekre – úgy tűnik – nem áll a kizárt harmadik elve. Russell maga szükségesnek tartotta szigorúan megkülönböztetni a dolgokat, a dolgok összességeitől. A Russell-paradoxon mindazonáltal a következők miatt lép fel. Ellentmondások hátterében gyakran az önmaguk igazságára hivatkozó mondatok állnak. Ez húzódik meg a hazug paradoxona mögött, a Gödel-féle nemteljességi tételekben és ez ad alapot a hatványhalmaz számosságára vonatkozó tétel (a Cantor-tétel) fennállására.
Mivel az {\displaystyle {x\notin x}} kijelentésben összességek is szerepelhetnek és az összességeket egyértelműen meghatározza a definiáló tulajdonságuk, így a {\displaystyle {x\notin x}} kijelentésből könnyen csinálhatunk saját magára hivatkozó mondatot:
{\displaystyle R=\{x\mid x\notin x\}} azaz
{\displaystyle {x\in R\Leftrightarrow x\notin x}\,\!}, így {\displaystyle {x}}-ben saját magát {\displaystyle {R}}-et szerepeltetve:
{\displaystyle {R\in R\Leftrightarrow R\notin R}\,\!}
Ez utóbbi módszert, amikor egy tulajdonság változójának helyébe magát a tulajdonságot (pontosabban annak megnevezését) helyettesítjük, Cantor-féle átlós eljárásnak nevezzük. A sors fintora, hogy Cantor halmazelméletén pont a saját maga által először alkalmazott eljárás segítségével tudott Russell rést ütni.